# Fekete Béla (színművész)
Csáfordi Fekete Béla (Szered, 1863. december 8. – Szombathely, 1930. október 30.) színész, igazgató.

## Életútja
Fekete Béla és Csáfordi Karolin fia. Színpadra lépett 1882. január 1-jén, Tóth Bélánál. Tíz évig járta a vidéket mint vándorszínész, majd 1893 tavaszán igazgatói engedélyért folyamodott. Nyolc éven keresztül járta az országot társulatával. Jelszava a következő volt: „Hazát szeretni kötelesség, Becsülést hoz a becsületesség”, célja a kisvárosok lakosságának nevelése volt. Később felhagyott igazgatói tevékenységével, majd két évig játszott Bárodi Károlynál. 1905 és 1911 között állás nélkül volt a Színészegyesület tagja. Felesége Bánházy Teréz volt, akivel 1892-ban Oravicán esküdtek.

## Működési adatai
1882–83: Tóth Béla; 1883–84: Szilágyi Béla; 1884–85: Jáni János; 1887–88: Zoltán Gyula; 1889–90: Völgyi József; 1891–93: Zoltán Gyula.
Igazgatóként: 1893–94: Téth, Galgóc, Magyaróvár; 1894–95: Sárvár, Magyaróvár, Siklós; 1895–96: Csáktornya; 1897: Nagyatád, Kiskomárom, Kaposvár, Brád, Vajdahunyad, Petrozsény, Hátszeg, Magyarlápos, Nagysomkút, Zsibó, Sárvár, Veszprém; 1898: Rozsnyó, Jolsva, Nagyröce, Veszprém, Makó, Pécska, Bácskula, Halas, Keszthely, Nagykanizsa; 1899: Csurgó, Nagyatád, Bonyhád, Mór, Kispest, Rákosszentmihály, Pécel, Pásztó, Salgótarján, Belényes, Fogaras; 1900: Gyergyószentmiklós, Kézdivásárhely, Csíkszereda, Székelyudvarhely, Sepsiszentgyörgy; 1901: Fogaras, Dicsőszentmárton, Erzsébetváros.